# RP Funding Center
Das RP Funding Center (benannt nach Robert Palmer) ist ein Komplex aus einer Mehrzweckhalle, einem Kongresszentrum und einem Theater in der US-amerikanischen Stadt Lakeland im Bundesstaat Florida. Von 2011 bis 2025 war es die Spielstätte des Basketballteams der Lakeland Magic aus der NBA G-League (NBAGL). Das Arena-Football-Team der Tampa Bay Tornadoes aus der American Arena League (AAL) ist seit 2021 im RP Funding Center beheimatet.

## Geschichte
Der Komplex wurde am 16. November 1974 eröffnet. 1996 wurde das Gelände u. a. durch die Exhibit Hall, einen neuen Kassenbereich und ein Verwaltungsgebäude ergänzt. Die Mehrzweckhalle Jenkins Arena bietet bis zu 6000 Sitzplätze und die Innenmaße 232 × 106 ft (70,71 × 32,31 m) mit 24.592 sq ft (2284,67 m²) Fläche. Für kleinere Veranstaltungen können die Plätze in Form eines kleinen Theaters konfiguriert werden. Es sind zwei Anzeigetafeln von Daktronics installiert. 2019 wurde die Anlage renoviert. Die erste Phase umfasste der Renovierung der Umkleidekabinen der Lakeland Magic, die Erneuerung der audiovisuellen Medien der Jenkins Arena sowie der Bau der Büros der Lakeland Magic. In der zweiten Phase erhielt die Jenkins Arena einen neuen Brandschutz, die Eingangstüren wurde ausgetauscht, die Gänge renoviert und neue, flexible Räume im Kongressbereich geschaffen. Das Youkey Theatre verfügt über 2218 Plätze. Das Kongresszentrum besteht aus der Exhibit Hall (27.848 sq ft), der Sikes Hall (24.000 sq ft, kann in bis zu sechs Bereiche unterteilt werden), dem Lake Hollingsworth Ballroom (5000 sq ft), dem Lake Parker Room (2000 sq ft) und dem Lake Morton Room (1298 sq ft). Neben dem Sport werden verschiedenste Veranstaltungsmöglichkeiten im Center geboten. Von Messen, Ausstellungen, Tagungen, Seminare, Hochzeiten, Tanzbälle, Bankette bis hin zu Familienshows geht die Spannbreite. In seiner Geschichte traten auch viele Künstler, Musiker und Bands zu Konzerten im Veranstaltungszentrum auf.
Am 23. Mai 2017 gab die Stadt Lakeland bekannt, dass das Lakeland Center den neuen Namen RP Funding Center erhält. Zwischen der Stadt, der RP Funding, einem Kreditgeber für Direkthypotheken mit Sitz in Orlando und den Lakeland Magic wurde eine Vereinbarung über fünf Jahren geschlossen.